# 原書房
原書房（はらしょぼう）は、日本の出版社。戦史、外交史料集の出版・復刻を出発点としているが、現在はそれに加え推理小説・海外恋愛小説などの文芸書、軍事を扱う書籍、『食人全書』『不潔の歴史』などの一風変わった人文書、『天声人語』の英訳版など、幅広いラインナップを持つ。

## 概要
所在地
- 〒160-0022 東京都新宿区新宿一丁目25－13

代表者
- 代表取締役 成瀬雅人

## 沿革
- 1949年（昭和24年） - 8月5日、元帝国海軍大佐の原道男により設立された。
- 1953年（昭和28年） - 国際連合の『世界統計年鑑』日本語版刊行開始。
- 1968年（昭和43年） - 川端康成ノーベル文学賞受賞。〈日本文学英訳選集〉『伊豆の踊子』ベストセラーに。
- 1970年（昭和45年） - スイス政府編『民間防衛』日本語版を刊行。
- 1975年（昭和50年） - 高橋實著『灼熱の氷惑星』刊。ユニークな仮説が朝日新聞等で紹介されベストセラーに。
- 1988年（昭和63年） - 鄭念『上海の長い夜』のベストセラーを機に、著者を日本に招聘し、全国で講演会を行う。
- 1994年（平成6年） - 第二次世界大戦終結50周年記念出版、タイムズ・アトラス『第二次世界大戦歴史地図』日本語版を刊行。
- 2001年（平成13年） - 書き下ろしミステリー単行本のシリーズ、ミステリー・リーグの刊行を開始。
- 2005年（平成17年） - 翻訳ロマンス小説文庫の新シリーズ、ライムブックスの刊行を開始。

## 主な発行物
- 『世界統計年鑑』
- 『日本文学英訳選集』
- 『民間防衛』
- 『上海の長い夜』
- 『第二次世界大戦歴史地図』
- 『ハリー・ポッター大事典』
- 『名探偵はどこにいる』
- 『全国学校総覧』
- 『明治年間法令全書』
- 『大正年間法令全書』
- 『昭和年間法令全書』

レーベル
- ミステリー・リーグ - 国内作家によるミステリ小説。
- ヴィンテージ・ミステリ - 海外作家によるミステリ小説。
- コージーブックス - 海外作家によるコージー・ミステリ。
- ライムブックス - 海外作家による恋愛小説。